# Bistum Nezahualcóyotl
Das Bistum Nezahualcóyotl (lateinisch Dioecesis Nezahualcoytlensis, spanisch Diócesis de Nezahualcóyotl) ist eine in Mexiko gelegene römisch-katholische Diözese mit Sitz in Nezahualcóyotl. 
Es wurde am 5. Februar 1979 aus dem Bistum Texcoco herausgelöst und untersteht dem Erzbistum Tlalnepantla als Suffraganbistum.
Zählte es 1980 noch 2.490.000 Katholiken (99,6 %) in 44 Pfarreien mit 72 Diözesanpriestern, 41 Ordenspriestern und 30 Ordensschwestern, so wuchs es bis 2002 zur größten Diözese der Welt an. In diesem Jahr kam es auf 8.891.872 Katholiken (88 %) in 131 Pfarreien mit 192 Diözesanpriestern, 91 Ordenspriestern und 167 Ordensschwestern. Am 8. Juli 2003 wurden Gebiete zur Gründung des Bistums Valle de Chalco abgetreten.

## Bischöfe von Nezahualcóyotl
- José Melgoza Osorio, 1979–1989
- José María Hernández González, 1989–2003
- Carlos Garfias Merlos, 2003–2010, dann Erzbischof von Acapulco
- Héctor Luis Morales Sánchez, seit 2011